# Ebba-Stina Schalin-Hult
Ebba-Stina Arnoldsdotter Schalin-Hult, född 22 december 1913 i Tjernivtsi, Bukovina i Österrike-Ungern, död 3 oktober 1999 i Stockholm, var en finländsk-svensk arkitekt. Hon var sedan 1942 gift med armédirektören Björn Hult.
Schalin-Hult, som var dotter till prosten Arnold Schalin och Verna Andersin, avlade studentexamen i Finland 1931, utexaminerades från Tekniska högskolan i Helsingfors 1940 och studerade vid Kungliga Tekniska högskolan i Stockholm 1943–1944. Hon blev arkitekt vid Byggnadsstyrelsen i Helsingfors 1938, vid Tammerfors stadsbyggnadskontor 1940, på länsarkitektkontoret i Stockholms län 1943, intendent vid Kungliga Byggnadsstyrelsen i Stockholm 1949 och var arkitekt på Stockholmstraktens regionplanekontor från 1952.